# Platylomalus forestieri
Platylomalus forestieri är en skalbaggsart som först beskrevs av Sylvain Auguste de Marseul 1870.  Platylomalus forestieri ingår i släktet Platylomalus och familjen stumpbaggar. Inga underarter finns listade i Catalogue of Life.